# Lista Robinson
A Lista de Oposição, também conhecida como Lista Robinson, é um serviço gratuito para o consumidor (Titular dos Dados Pessoais) que lhe permite registar-se para evitar receber publicidade direta não solicitada, por correio postal e telefone. Por força da legislação vigente, toda a publicidade distribuída por via eletrónica - email, SMS, MMS – obriga ao consentimento prévio e expresso do destinatário. Esta lista é uma ferramenta importante para a proteção da privacidade dos consumidores, permitindo que estes manifestem a sua preferência em não serem contactados por empresas com as quais não têm uma relação prévia ou às quais não deram consentimento explícito para o envio de comunicações de marketing. Este é um importante mecanismo de Proteção de Dados. 
Esta lista é disponibilizada a empresas associadas da Associação Portuguesa de Marketing Directo e Digital (AMD), que recebem gratuitamente doze actualizações mensais. Empresas não associadas podem subscrever assinatura anual para receber a lista, por um custo de 750,00 €/ano. Empresas não associadas ou não subscritoras, não têm acesso à lista.
Por decisão da Comissão Nacional de Proteção de Dados (CNPD) esta lista só pode ser distribuída a entidades detentoras de bases de dados, não sendo permitida a utilização por terceiros.
O nome "Lista Robinson" deriva de Robinson Crusoé, uma personagem fictícia que naufragou e ficou isolada durante anos numa ilha remota.

## História e Administração
A Lei nº. 67/98, de 26 de outubro – Lei da Protecção de Dados Pessoais – refere que qualquer titular dos dados tem direito a, nos termos da alínea b) do Artigo 12º. “se opor, a seu pedido e gratuitamente ao tratamento dos dados pessoais que lhe digam respeito previsto pelo responsável pelo tratamento para efeitos de marketing directo ou qualquer outra forma de prospecção, ou de ser informado, antes dos dados pessoais serem comunicados pela primeira vez a terceiros para fins de marketing directo ou utilizados por conta de terceiros, e de lhe ser expressamente facultado o direito de se opor, sem despesas a tais comunicações ou utilizações”.
A Lei nº. 69/98, de 28 de outubro - que regula o tratamento dos dados pessoais e a protecção da privacidade no sector das telecomunicações, no Artigo 12º. no número 2, refere que “o assinante tem o direito de se opor, gratuitamente, a receber chamadas não solicitadas para fins de marketing directo realizadas por meios diferentes dos referidos no número anterior”.
A Lei nº. 6/99, de 27 de janeiro - que regula a publicidade domiciliária por telefone e por telecópia, nos Artigos 4º. e 5º., veio reforçar o direito de oposição, opt-out. No Artigo 4º. no número 1, refere “é proibido o envio de publicidade endereçada para o domicílio, por via postal ou por distribuição directa, quando o destinatário tenha expressamente manifestado o desejo de não receber material publicitário”, no número 2, menciona que “para efeitos do disposto no número anterior, as pessoas que não desejarem receber publicidade endereçada têm o direito de se opor, gratuitamente, a que o seu nome e endereço sejam tratados e utilizados para fins de mala directa ou de serem informadas antes de os dados pessoais serem comunicados pela primeira vez a terceiros para fins de marketing directo ou utilizados por conta de terceiros, em termos idênticos aos previstos na alínea b) do artigo 12.º da Lei n.º 67/98, de 26 de outubro e no número 3, determina que “as entidades que promovam o envio de publicidade para o domicílio manterão, por si ou por organismo que as representem, uma lista das pessoas que manifestarem o desejo de não receber publicidade endereçada”. No número 4 deste mesmo Artigo, o legislador definiu que “com vista à maior eficácia do sistema previsto no número anterior, o Governo apoiará a constituição de listas comuns, nacionais ou sectoriais, da responsabilidade das associações representativas dos sectores interessados ou de operadores de telecomunicações”. Ainda no número 5, sublinha a obrigatoriedade de actualização regular da lista de oposição,  referindo que“os titulares de listas de endereços utilizadas para efeitos de mala directa devem mantê-las actualizadas, eliminando trimestralmente os nomes constantes da lista referida no número anterior”.
No Artigo 5º. Da Lei nº. 6/99, também é reforçada a possibilidade de oposição do consumidor a publicidade por telefone e telecópia no Artigo 2º. “as pessoas que não desejarem receber publicidade por telefone podem inscrever o número de telefone de assinante de que são titulares numa lista própria, a criar nos termos dos números seguintes” e no Artigo 3º. “as entidades que promovam a publicidade por telefone manterão, por si ou por organismos que as representem, uma lista das pessoas que manifestem o desejo de não receber essa publicidade, lista essa que deverá ser actualizada trimestralmente”.
Em Portugal, a Lista de Oposição / Robinson, estabelecida na Lei nº. 6/99, é administrada pela Associação de Marketing Directo e Digital (AMD), sob a supervisão da Comissão Nacional de Proteção de Dados (CNPD) e fruto de um Protocolo de Cooperação AMD/Instituto do Consumidor, actual Direção Geral do Consumidor (DGC).
A AMD é responsável por manter a lista atualizada e garantir que as empresas consultem a lista antes de realizarem campanhas de marketing direto, respeitando assim as preferências dos consumidores.

## Funcionamento
Para se inscrever na Lista Robinson, os consumidores devem preencher um formulário fornecido pela AMD. Uma vez registados, as empresas têm um período de até dois meses para cessar o envio de comunicações publicitárias, dado que campanhas já iniciadas podem ainda estar em curso.

## Eficácia e Limitações
A eficácia da Lista Robinson depende da adesão das empresas às normas estabelecidas. Apesar de ser uma ferramenta valiosa para muitos consumidores, existem desafios na sua implementação completa, como a necessidade de denuncias por parte dos consumidores quando as suas preferências não são respeitadas. Em casos de infração, as empresas podem ser sujeitas a sanções significativas (Wikipédia, a enciclopédia livre).

## Benefícios
Além de proteger a privacidade dos consumidores, a Lista Robinson ajuda as empresas a direcionarem melhor as suas campanhas de marketing, focando em públicos mais receptivos e evitando o desgaste da marca associado a práticas intrusivas de marketing (AMD).